# Nový Bydžov
Nový Bydžov é uma cidade checa localizada na região de Hradec Králové, distrito de Hradec Králové‎.